# Megachile otomita
Megachile otomita är en biart som beskrevs av Cresson 1878. Megachile otomita ingår i släktet tapetserarbin, och familjen buksamlarbin. Inga underarter finns listade i Catalogue of Life.